# بونتيفي
بونتيفي (النطق الفرنسي: [pɔ̃tivi]؛ بريتون: بوندي) هي بلدية في  إقليم مربيان في بروتاني في شمال غرب فرنسا. وتقع عند التقاء نهر بلافيت وقناة دي نانت في بريست. ويطلق على سكان بونتيفي اسم باللغة بونتيفينز الفرنسية.

## تاريخ
بنى راهب يدعى آيفي جسرا قريبا فوق نهر بلافيت في القرن السابع، وسميت المدينة باسمه («بونت إيفي» هو بريتون ل «جسر اللبلاب»). ومن 9 نوفمبر 1804، تم تغيير الاسم إلى نابليونفيل على اسم نابليون بونابرت، الذي كان يبلغ عدد سكانه حوالي 3,000 نسمة. وبعد سقوطه، تم تغيير اسمها إلى بونتيفي مرة أخرى، ثم في وقت لاحق بوربونفيل، ونابليونفيل مرة أخرى بعد وصول نابليون الثالث إلى السلطة.

## اقتصاد
هذه مدينة زراعية إلى حد كبير.

## لغة مدينة بريتون
أطلقت البلدية خطة لغوية من خلال يا دار بريجونك في 8 أغسطس 2004. كجزء من هذه الخطة، فإن جميع إشارات الطرق في وسط المدينة ثنائية اللغة.
وفي عام 2008، تم التحقق بنسبة 11.34%  من الأطفال البلدة بالمدارس ثنائية اللغة في التعليم الابتدائي.

## المعالم
- قلعة روهان (مع خندقها المائي) (أواخر الخامس عشر).
- كنيسة نوتردام دي جوي.. [كنيسة القدسيين]
- كنيسة القديس يوسف. [شارع إغليز جوزيف]

## الأحداث
- كل عام الجولة الأخيرة من مسابقة كان آر بوبل الموسيقية تحدث في بريتون.

## المدن التوأم
تحتفظ المدينة بعلاقات المدن التوأمة مع:
- المملكة المتحدة تافيستوك، المملكة المتحدة منذ عام 1958.
- مالي ويليس بوغو، مالي منذ عام 1986.
- ألمانيا فيزيلينغ، ألمانيا منذ عام 1972.
- الولايات المتحدة نابليونفيل، الولايات المتحدة منذ عام 1989.